# 満洲国皇宮
座標: 北緯43度54分14秒 東経125度20分34秒 / 北緯43.90389度 東経125.34278度

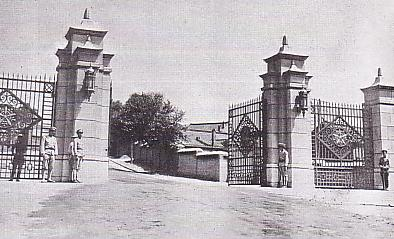
宮内府正門

満洲国皇宮（まんしゅうこくこうぐう）は、満洲国の首都である新京特別市（現在の中華人民共和国吉林省長春市）に築かれた満洲国皇帝の宮殿。本項では帝政移行前の執政府についても記述する。
第二次世界大戦末期に対日参戦し満洲国に侵攻したソ連軍が新京を占領していた混乱期に宮殿施設の多くが著しく荒廃したが、その後、中華人民共和国政府が宮殿の一部を復元し、偽満洲国における日本軍の占領政策の歴史を展示するという趣旨の博物館「偽満皇宮博物院 (zh:偽滿皇宮博物院) 」として公開されている。中国の5A級観光地（2007年認定）。2013年に全国重点文物保護単位に指定された。

## 造営地選定

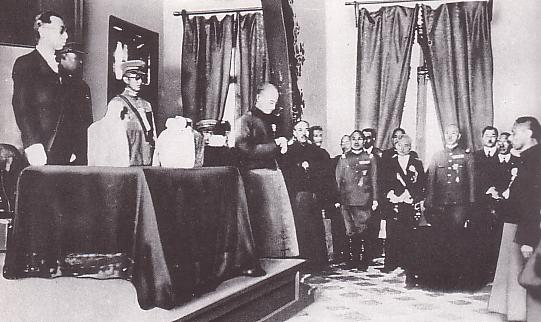
満洲国執政就任式

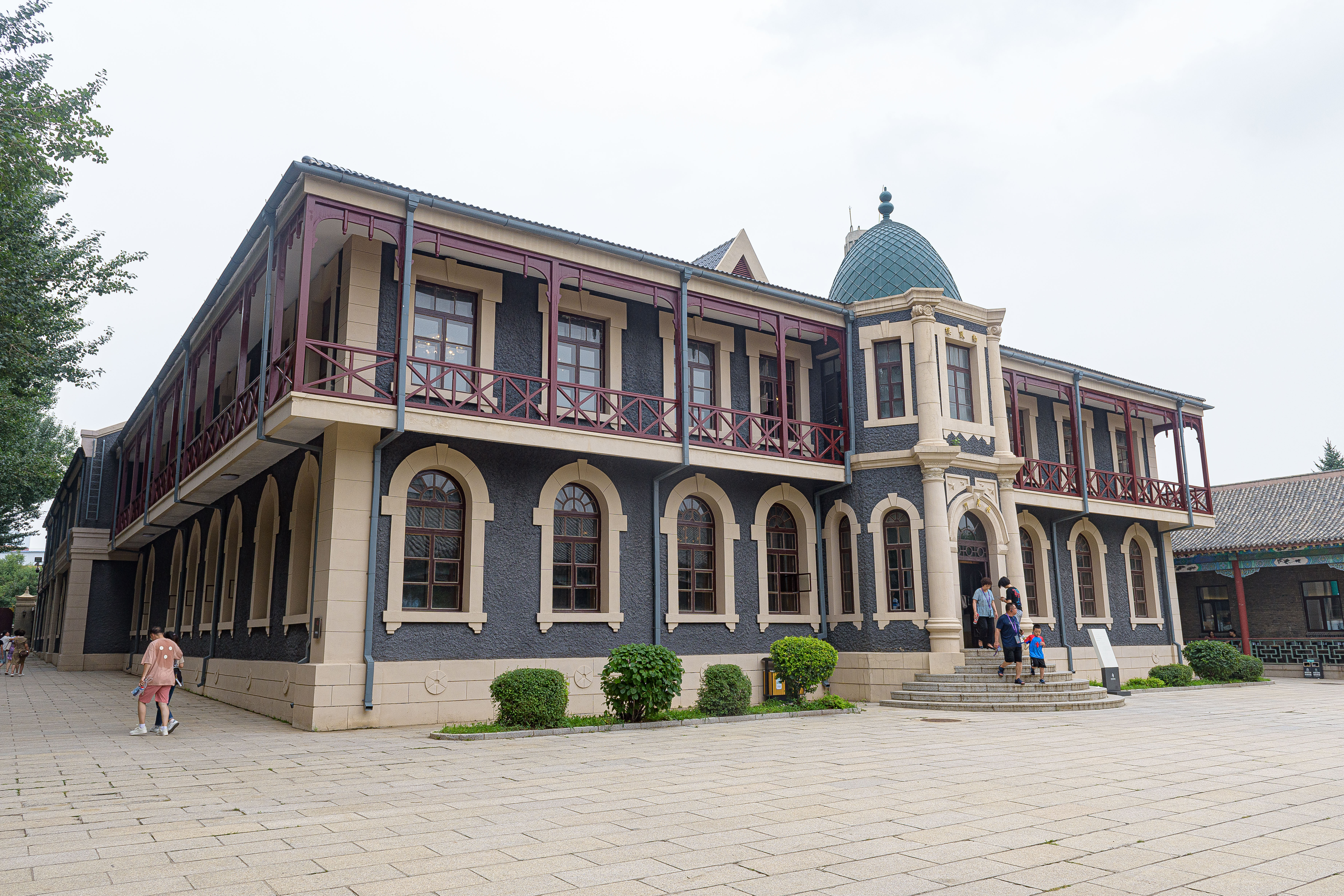
勤民楼

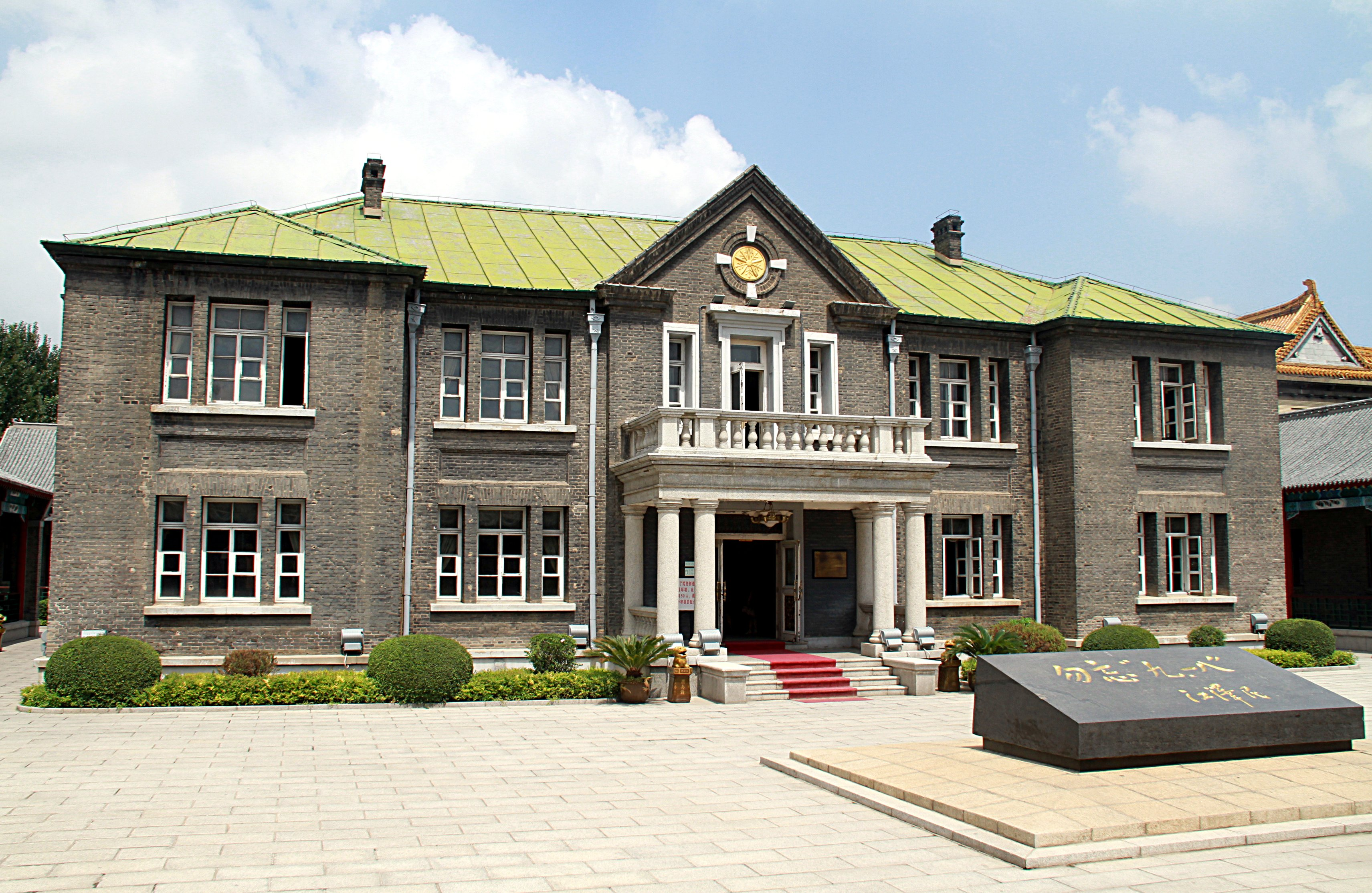
緝煕楼

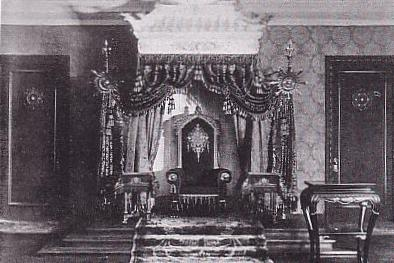
満洲国皇帝玉座

執政府（後の皇宮）造営地は国都建設計画策定時、新京の地形及び執政・愛新覚羅溥儀の「絶対南面」の要望から大房身、杏花村、南嶺の3箇所に限定され、最終的に既存市街に近い杏花村が選定された。

## 執政府
1932年（大同元年）3月9日の溥儀の執政就任式は、臨時執政府に指定された旧吉長道尹公署で行われた。同年4月3日、執政府は旧商埠地北東部の高台にある旧運局跡へ移転した。敷地面積は4万3000m²。旧運局の建物は1913年（民国2年）に建てられたもので、「勤民楼」「緝煕楼」（しょうきろう）と名付けられた。

## 宮内府
1934年（康徳元年）3月1日の帝政移行に伴い、執政府は宮内府と改められた。宮内府は溥儀が政治活動を行う「外廷」と日常生活を過ごす「内廷」に分かれ、現在は「偽満皇宮博物院」として一般に公開されている。
外廷（皇宮）の主要な建物として、「勤民楼」、「懐遠楼」、「嘉楽楼」があり、勤民楼では溥儀が公務を執り、各種の典礼が行われた。懐遠楼には宮内府の事務部門と清朝歴代皇帝の祭祀を司る「奉先殿」が設けられた。内廷（帝宮）は溥儀とその家族の生活区域で東西両院に分かれており、西院に「緝煕楼」、東院に仮宮殿「同徳殿」が建設された。緝煕楼は溥儀と皇后婉容の住居とされ、日常生活を過ごしていた。
また、この付近には宮内府大臣の庁舎もあった。

## 仮宮殿

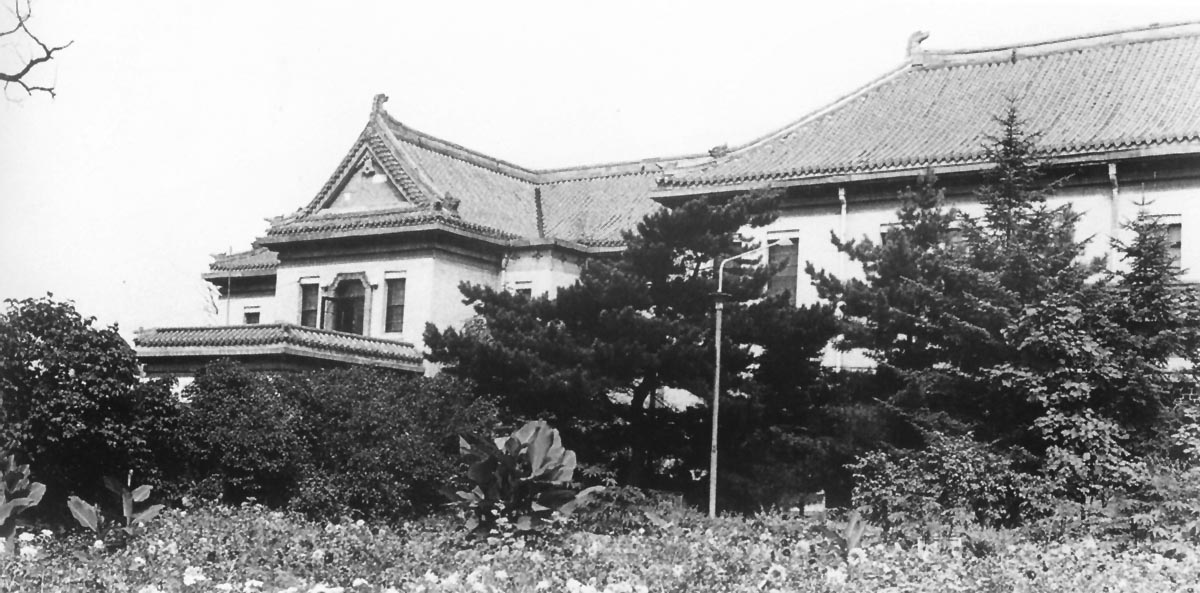
仮宮殿・同徳殿

新宮殿建設が長期間となることから、宮内府敷地内に仮宮殿が建設された。東洋式外観の仮宮殿の設計は、営繕需品局営繕処宮廷造営科長の相賀兼介が担当し、施工は戸田組が行った。1937年（康徳4年）施工、1938年（康徳5年）末に竣工し「同徳殿」と命名されたが、関東軍の盗聴を恐れて溥儀自身は使用しなかった。後に同徳殿には側室の李玉琴（福貴人）の住居が置かれた。また、同徳殿の南側に満洲民族の故地である長白山の風景をイメージした築山が築かれ、築山林泉回遊式庭園が造られた他、プールや防空壕、後述する建国神廟などが周辺に設けられた。更に同徳殿の背後には「蔵書楼」と呼ばれる三階建ての書庫が建てられていた。

### 建国神廟
1940年（康徳7年）には皇宮内に建国神廟が創建された。詳細は当該項目参照。

## 新宮殿

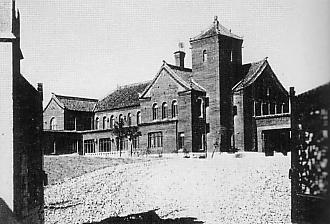
国務総理大臣官邸

かつての杏花村に定められた皇宮造営地は、東西約450m、南北約1200m、馬蹄形で総面積は51万2000m²。南側は興仁大路に面し、東西はそれぞれ東万壽大街と西万壽大街で囲われている。正門前から順天大街が南へ延びており、官庁街を形成していた。造営（設計・施工）は営繕需品局営繕処宮廷造営課が担当し、造営予算は約1400万圓、8ヵ年連続事業として1938年（康徳5年）9月に着工して建設が進められた。
宮廷用地は3つの区域から構成されており、南部の正門外広場である「順天広場」、中部の政殿を中心とする「内廷」、北部の西洋風回遊式庭園の「宮苑」に大別された。政殿は東西220m、高さ31m、鉄骨鉄筋コンクリート造り2階建で、屋根瓦は清朝宮殿と同様の黄金色の瑠璃瓦が葺かれ、外壁は花崗石張り、内装は大理石仕上げの壮大な東洋式建築物だった。また計画では政殿の両側に宮内府と尚書府を配し、更に中庭を隔てて本殿が築かれる予定だったが、これは未着工に終わっている。一方政殿は構造物は完成したものの、戦争の激化による建築資材不足に配慮して1943年（康徳10年）1月に建設が中断された。この建物は中華人民共和国が設計図を元に4階建で完成させて長春地質学院教学楼として使われ、「地質宮」と通称された。現在は吉林大学地質宮博物館として一般公開されている。
また皇宮造営地に隣接して、国務総理大臣官邸等が建設されている。

## 帝室保留地
大房身地区と南嶺地区の皇宮候補地は、杏花村に皇宮が定められた後も帝室保留地（皇宮関係用地）として残されていた。そのうち、南嶺地区は文教地区として国立総合運動場や動植物園、大学等の用地として整備された。満鉄連京線西側の大房身地区は、将来新京が拡大した際の本宮殿造営地として、200ヘクタールに及ぶ“帝宮保留地”が計画されていたが、数度に亘り建設計画が見直され、最終的に1942年（康徳9年）の国都建設計画の改定で本宮殿の建設計画は廃止され、住宅地に変更されている。